# Mikkel Mac

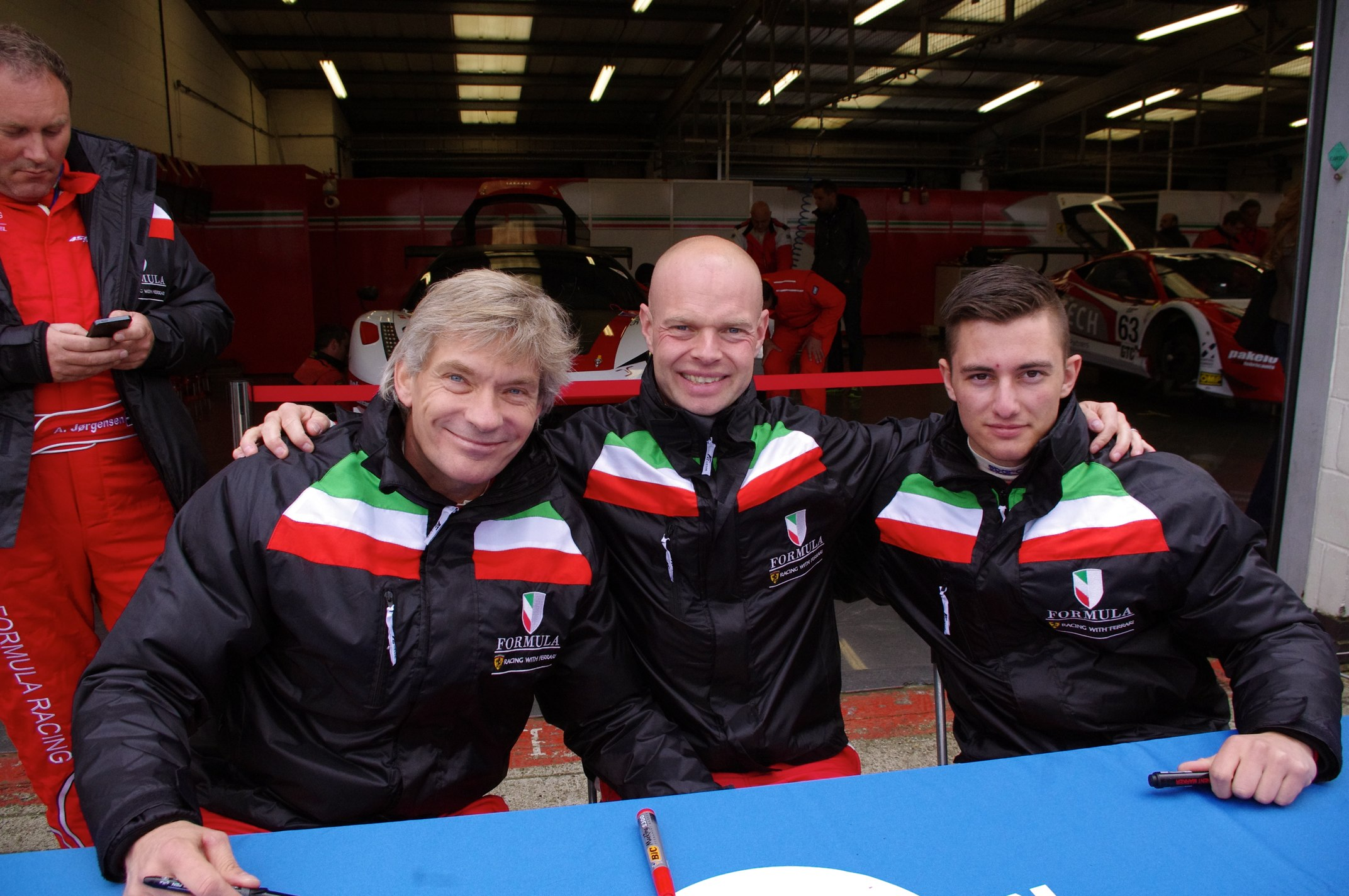
Mikkel Mac (rechts) 2014

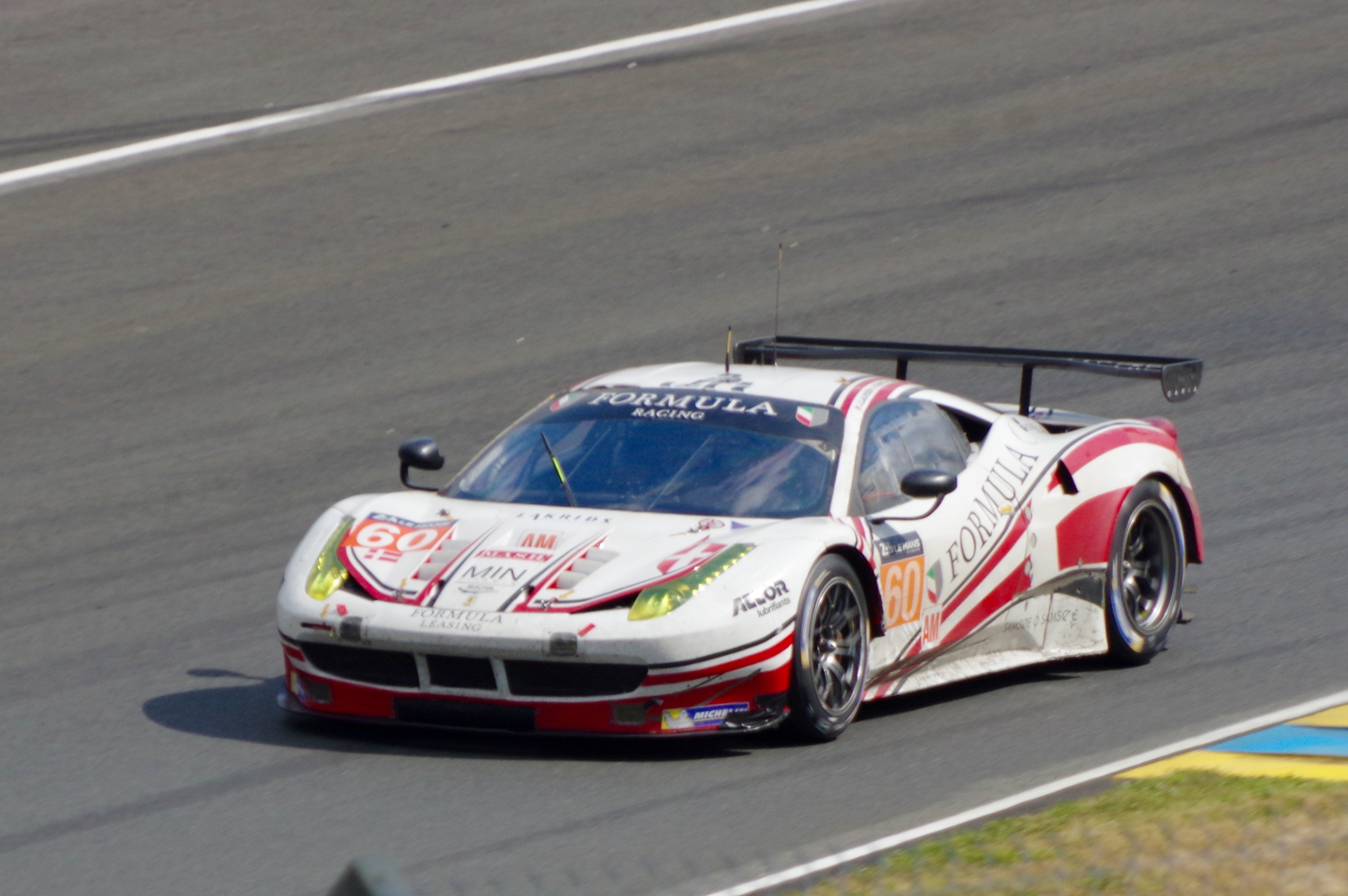
Der Ferrari 458 Italia GT2 von Johnny Laursen, Christina Nielsen und Mikkel Mac beim 24-Stunden-Rennen von Le Mans 2016

Mikkel Mac Jensen (* 18. Dezember 1992 in Nykøbing Falster) ist ein dänischer Rennfahrer. Er trat 2011 in der Formel 2 an.

## Karriere
Wie die meisten Motorsportler begann Mac seine Karriere im Kartsport, in dem er bis 2008 aktiv war. 2009 wechselte er in den Formelsport. Er startete eine halbe Saison in der dänischen Formel Ford. Dabei stand er sechs Mal auf dem Podium und entschied zwei Rennen für sich. In der Gesamtwertung schloss er die Saison auf dem siebten Platz ab. Außerdem nahm Mac an den ersten fünf Rennwochenenden der europäischen Formel BMW teil. Er belegte den 23. Gesamtrang. 2010 wechselte Mac zu KTR in die nordeuropäische Formel Renault. Er gewann drei Rennen und wurde mit 340 zu 368 Punkten Vizemeister hinter Ludwig Ghidi.
2011 ging Mac in der FIA-Formel-2-Meisterschaft an den Start. Mit einem sechsten Platz als bestes Resultat schloss er die Saison auf dem elften Platz ab.

## Statistik

### Karrierestationen
- 2009: Dänische Formel Ford (Platz 7)
- 2009: Europäische Formel BMW (Platz 23)
- 2010: Nordeuropäische Formel Renault (Platz 2)
- 2011: Formel 2 (Platz 11)

### Le-Mans-Ergebnisse
| Jahr | Team           | Fahrzeug               | Teamkollege    | Teamkollege       | Platzierung | Ausfallgrund |
| ---- | -------------- | ---------------------- | -------------- | ----------------- | ----------- | ------------ |
| 2016 | Formula Racing | Ferrari 458 Italia GT2 | Johnny Laursen | Christina Nielsen | Rang 35     |              |